# Тит Статилий Тавр (консул 11 года)
Тит Стати́лий Тавр (лат. Titus Statilius Taurus; умер после 11 года) — политический деятель эпохи ранней Римской империи, ординарный консул 11 года.

## Биография
Его отцом был двукратный консул Тит Статилий Тавр, а матерью — Корнелия Сизенна. В 11 году Тит занимал должность ординарного консула вместе с Манием Эмилием Лепидом. Он был женат на Валерии Мессалине, дочери Марка Валерия Мессалы Корвина, в браке с которой у него было два сына и дочь.